# Frank Dochnal
Frank J. Dochnal, ameriški dirkač Formule 1, * 8. oktober 1920, St. Louis, Misuri, ZDA, † 7. julij 2010.
Frank Dochnal je upokojeni ameriški dirkač Formule 1. V svoji karieri je nastopil le na dirki za Veliko nagrado Mehike v sezoni 1963, kjer mu z dirkalnikom Cooper T53 lastnega privatnega moštva zaradi okvare dirkalnika ni uspelo štartati.

## Popolni rezultati Formule 1
(legenda) (odebeljene dirke pomenijo najboljši štartni položaj, poševne pa najhitrejši krog, †-uvrščen kljub odstopu)
| Leto | Moštvo        | Šasija     | Motor             | 1   | 2   | 3   | 4   | 5  | 6   | 7   | 8   | 9       | 10  | Prv | Toč |
| ---- | ------------- | ---------- | ----------------- | --- | --- | --- | --- | -- | --- | --- | --- | ------- | --- | --- | --- |
| 1963 | Frank Dochnal | Cooper T53 | Climax Straight-4 | MON | BEL | NIZ | FRA | VB | NEM | ITA | ZDA | MEH DNS | JAR | -   | 0   |